# Свалявський район
Сваля́вський райо́н — колишній район у гірській зоні Українських Карпат Закарпатської області, де гори переходять у низовину. Районний центр Свалява. Ліквідований у липні 2020 року, у зв'язку з проведенням адміністративно-територіальної реформи. Більша частина включена до складу новоутвореного укрупненого Мукачівського району, натомість сільська громада Керецьки стала частиною нового Хустського району.

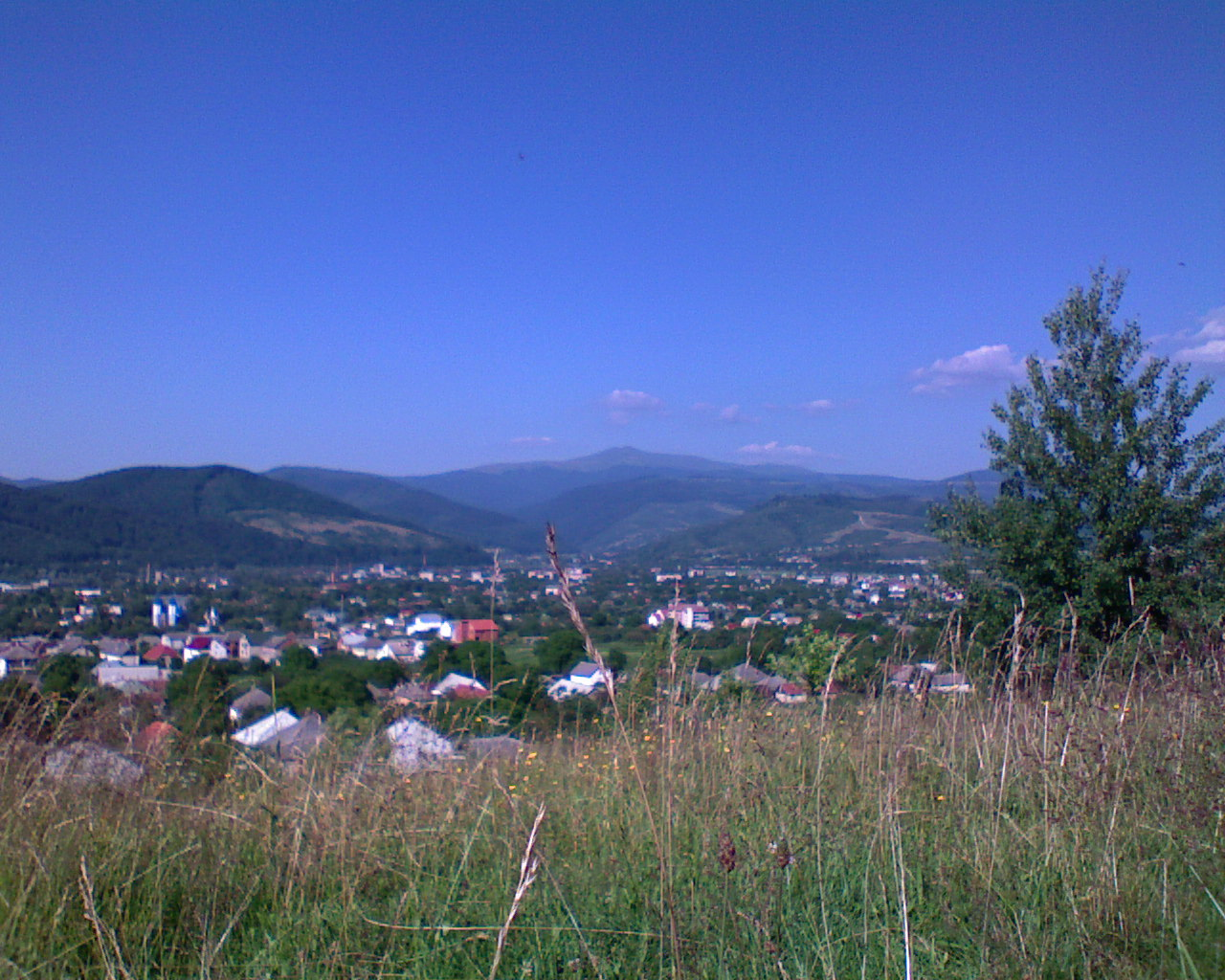

## Географія
Гора Двоголовий Стой (1677 м). Річки Боржава, Латориця, Свалявка і Пиня, з яких три беруть початок у Свалявському районі.
Свалявщина розташована в центральній частині Закарпатської області, у передгірній частині Карпат, і відзначається надзвичайно різноманітними формами рельєфу. Так висота місцевості в долині Латориці — 200—250 м над рівнем моря, висота Полонинського хребта — від 1200 до 1500 м і вище (гора Стой — 1677 м).
Клімат тут помірно—континентальний. Середня вологість повітря 70—80 %. Літо тепле і довге. Похолодання наступає у другій половині жовтня. Весна рання, і приходить з другої декади березня. Середня температура липня +18 — +22 °C, а найхолоднішого місяця січня від −4 до −9 °C.
Кліматичні умови вигідні для ведення домашнього господарства, найкращі вони в заплавах річок Латориці та Боржави.
Сприятливий клімат дозволяє розвивати на території району різні види літнього та зимового відпочинку. Річки району відносяться до басейну Латориці та Боржави. Майже усі вони починаються в горах і протікають з північного сходу на південний захід.
Свалявщина має значні запаси підземних вод, особливу цінність становлять її мінеральні води (понад 100 родовищ). Багатий рослинний і тваринний світ.
Лісовий пояс відзначається різноманітним видовим складом. Вище 900 м в умовах вологого прохолодного клімату переважають хвойно—широколисті породи. До висоти 1150 м у лісах росте бук, а вище — аж до 1300 м — ялина і смерека. Зрідка, домішується граб, явір, а в підліску — вовчі ягоди, бузина, жимолость. Трав'яний покрив — рідкий. До Червоної книги України занесені: білоцвіт весняний, пролісок звичайний, шафран Гейфеля. В лісах водяться олені, куниці, вовки, бурі ведмеді, дикі кабани, білки.

## Населення
Динаміка чисельності населення
- 1970 — 46 532
- 1979 — 51 395
- 1989 — 56 254
- 2001 — 55 468
- 2014 — 54 609

Розподіл населення за віком та статтю (2001):
| Стать | Всього | До 15 років | 15-24 | 25-44 | 45-64 | 65-85 | Понад 85 |
| --- | ------ | ----------- | ----- | ----- | ----- | ----- | -------- |
| Чоловіки | 26 487 | 5909        | 4402  | 8231  | 5630  | 2250  | 65       |
| Жінки | 28 381 | 5582        | 4342  | 8304  | 6411  | 3585  | 157      |
| \| Статево-вікова піраміда \| Статево-вікова піраміда \| Статево-вікова піраміда \| \| ----------------------- \| ----------------------- \| ----------------------- \| \| Чоловіки \| Вік \| Жінки \| \| 65 \| 85 + \| 157 \| \| 124 \| 80-84 \| 257 \| \| 421 \| 75-79 \| 774 \| \| 782 \| 70-74 \| 1242 \| \| 923 \| 65-69 \| 1312 \| \| 1077 \| 60-64 \| 1476 \| \| 1068 \| 55-59 \| 1138 \| \| 1620 \| 50-54 \| 1804 \| \| 1865 \| 45-49 \| 1993 \| \| 2220 \| 40-44 \| 2306 \| \| 1905 \| 35-39 \| 1979 \| \| 1993 \| 30-34 \| 1919 \| \| 2113 \| 25-29 \| 2100 \| \| 2174 \| 20-24 \| 2045 \| \| 2228 \| 15-20 \| 2297 \| \| 2418 \| 10-14 \| 2220 \| \| 1872 \| 5-9 \| 1785 \| \| 1619 \| 0-4 \| 1577 \| |        |             |       |       |       |       |          |
| Статево-вікова піраміда |        |             |       |       |       |       |          |
| Чоловіки | Вік    | Жінки       |       |       |       |       |          |
| 65 | 85 +   | 157         |       |       |       |       |          |
| 124 | 80-84  | 257         |       |       |       |       |          |
| 421 | 75-79  | 774         |       |       |       |       |          |
| 782 | 70-74  | 1242        |       |       |       |       |          |
| 923 | 65-69  | 1312        |       |       |       |       |          |
| 1077 | 60-64  | 1476        |       |       |       |       |          |
| 1068 | 55-59  | 1138        |       |       |       |       |          |
| 1620 | 50-54  | 1804        |       |       |       |       |          |
| 1865 | 45-49  | 1993        |       |       |       |       |          |
| 2220 | 40-44  | 2306        |       |       |       |       |          |
| 1905 | 35-39  | 1979        |       |       |       |       |          |
| 1993 | 30-34  | 1919        |       |       |       |       |          |
| 2113 | 25-29  | 2100        |       |       |       |       |          |
| 2174 | 20-24  | 2045        |       |       |       |       |          |
| 2228 | 15-20  | 2297        |       |       |       |       |          |
| 2418 | 10-14  | 2220        |       |       |       |       |          |
| 1872 | 5-9    | 1785        |       |       |       |       |          |
| 1619 | 0-4    | 1577        |       |       |       |       |          |

Національний склад населення району за переписом 2001 року
| національність | чисельність | частка |
| -------------- | ----------- | ------ |
| українці       | 51868       | 94,5 % |
| росіяни        | 848         | 1,5 %  |
| цигани         | 800         | 1,5 %  |
| угорці         | 383         | 0,7 %  |
| німці          | 366         | 0,7 %  |
| словаки        | 354         | 0,6 %  |
| білоруси       | 52          | 0,1 %  |

## Цілющі джерела
У західній частині українських Карпат, на Закарпатті, зосереджена більшість мінеральних вод України, представлені майже всі їх типи. Води унікальні за своїм складом та лікувальними властивостями, а в народі їх назвали «Святими криницями». Широкий розлив та експорт Закарпатських мінеральних вод дає можливість їх використання не тільки на місцевих курортах, а й далеко за їх межами. І невипадково людство знову повернулося до вживання мінеральної води як складової здорового способу життя.

## Транспорт
Районом проходить низка важливих автошляхів, серед них E50 та E471.

## Історія
Свалявський район — мальовничий, з чарівно прекрасними, курортними околицями, один з найпривабливіших куточків Закарпаття. Розкинувшись у долині Українських Карпат, де гори переходять у низовину, Свалявщина наче підковою оповита гірськими хребтами, над якими з півночі височить у підхмар'ї величавий Стой (1677 м).
Свалявський район, розташований в гірській зоні Карпат, має безліч красот. Піднімаючись на вершину гори Двоголовий Стой ви можете побачити половину області. Кришталевими струмочками мчаться вниз річки Боржава, Латориця, Свалявка і Пиня, з яких три беруть початок у Свалявському районі.
Свалява — районний центр. Заселення території та околиць міста почалося в давнину, про що свідчать знахідки неолітичного часу (IV тисячоліття до н. е.), три скарби періоду бронзи (ІІ тисячоліття до н. е.) та кургани з тілоспаленням (VI—III ст. до н. е.). На території міста виявлені також золоті монети часів імператора Нерона (54—68 рр.) та поховання староугорського воїна, що відбулося на початку Х століття під час переходу угрів через Верецький перевал.
Етимологія назви Свалява походить від слов'янського кореня «сіль» (Зольва, Солява, Сольва). Виникнення її відноситься до тих стародавніх часів, коли сіль з Мармароської жупи транспортувалася в сусідні краї.
Свалява вперше згадується в документах XII століття. Це було невелике поселення, яке належало угорському феодалу Бет-Бетке. На початку XIII століття власником Сваляви став березький жупан Шімон. Згодом вона перейшла до рук угорських королів, які дарували її різним магнатам. В другій половині XIII століття Свалява належала «Михайлу, сину Микова», і як сказано в одній з королівських грамот, до 1264 року знаходилася «по ту сторону засіки» (кордону). На основі цього можна зробити висновок, що вона входила до складу Галицько—Волинського князівства. Пізніше її одержав магістр Владар, потім — рід Перенгі і, нарешті, трансільванські князі (в XVI столітті). З тих пір Свалява входила до складу Мукачівсько—Чинадіївської Домініки.
Соціально—економічне гноблення жителів Свалявщини поєднувалося з національним — наслідком відірваності Закарпаття від своєї слов'янської батьківщини й засилля німецьких та угорських феодалів. Терпіли місцеві мешканці і релігійні утиски. Оскільки їх володарі дотримувалися католицького або реформаторського обрядів, православ'я тут переслідувалося.
Жорстока феодальна експлуатація, безперервні війни й міжусобиці феодалів посилювали процес зубожіння і розорення селянства. У 1657 році Сваляву спустошили війська польського магната Любомирського. Значна частина населення була знищена або розбіглася.
У 1703—1711 рр. жителі Свалявщини брали участь у визвольній війні проти тиранії Габсбургів, за що після поразки були піддані жорстоким репресіям й передані у власність королівської казни, яка подарувала їх графу Шенборну—Бухгейму. Нащадки цього феодала господарювали в Сваляві понад 200 років.
В 90—х роках XVIII століття Свалява стає значним господарським центром. Тут була відкрита винокурня. Село одержало право проведення ярмарків, де продавалися здебільшого вироби з лози та глини. Розпочинається будівництво мостів та доріг. Використовується мінеральна вода, джерела якої граф Шенборн—Бухгейм здавав в оренду. В маєтку починає діяти водяна молотарка, лісопилка, млин, запроваджуються сівозміни, організовується виготовлення поташу, вапна, цегли.
Скасування кріпацтва не змінило економічного становища трудящих. Управителі Домінік Шенборна—Бухгейма обманули селян і не дали їм навіть «законної» орної землі та лісів.
В 70-х роках XIX століття Домінік Шенборна—Бухгейма розширює вирубку лісу, який реалізується на місцевих ринках, а також в Угорщині і за її межами. В Сваляві починає діяти склотарне підприємство, воно виробляло пляшки та віконне скло. Розвиваються кустарні промисли, зокрема виробництво дерев'яних та плетених меблів.
Важкі умови праці, постійні злидні, знущання поміщиків і підприємців вели до зростання незадоволення ремісників, селян і робітників. Тут вперше відбувся стихійний страйк, який сприяв виникненню першої соціал—демократичної групи в Сваляві (1899 р.).
Розвиток капіталізму привів до зміни структури економіки та соціального складу населення Сваляви. З числа розореного селянства в Сваляві формувався пролетаріат. Наприкінці XIX століття тут налічувалося 289 сільськогосподарських робітників і 23 чол. дворової челяді.
Національний склад жителів Свалявщини в цей час визначити було важко: під час перепису 1900 року всі українці були записані угорцями, а багато євреїв — німцями. Більшість мешканців була неграмотною, на їх освіту майже не зверталася увага. У церковнопарафіяльній школі, яку відвідувало 188 учнів, працювало лише двоє вчителів.
У 1908 році в Сваляві створюється акціонерне товариство «Сольва» (віденської фірми «Голуаганелсактіен—Гезельшафт»), яке протягом 1910—1911 рр. побудувало в Сваляві лісохімічний завод для сухої перегонки дерева. Іноземні капіталісти по—хижацькому знищували ліс — «зелене золото» Карпат.
Жорстока капіталістична експлуатація на Свалявському лісохімічному заводі викликала в 1911 році масовий страйк, підготовлений соціал—демократичною групою щодо підвищення заробітної плати та поліпшення умов праці.
19 жовтня 1914 року під час першої світової війни російські війська подолали Верецький перевал і досягли Сваляви й Уклина.
Війна різко погіршила становище трудящих Свалявщини. Майже всі дорослі чоловіки були мобілізовані в армію. Робітничі і селянські сім'ї залишилися без будь—якого забезпечення. Свалявці голодували.
В жовтні—листопаді 1918 року в соціал—демократичній організації Сваляви відбувся розкол і оформилась ліва, революційна група. Пізніше ліві соціалісти об'єдналися з комуністами — колишніми військовополоненими, що повернулися з Радянської Росії, і створили комуністичний осередок. В листопаді 1918 року передові робітники Сваляви організували Народну Раду, яка вимагала возз'єднання Закарпаття з Радянською Україною.
25 травня 2014 року відбулися Президентські вибори України. У межах Свалявського району були створені 34 виборчих дільниць. Явка на виборах складала — 57,18 % (проголосували 23 419 із 40 957 виборців). Найбільшу кількість голосів отримав Петро Порошенко — 61,26 % (14 346 виборців); Юлія Тимошенко — 13,74 % (3 217 виборців), Олег Ляшко — 6,89 % (1 614 виборців), Михайло Добкін — 4,80 % (1 123 виборців), Анатолій Гриценко — 3,21 % (752 виборців). Решта кандидатів набрали меншу кількість голосів. Кількість недійсних або зіпсованих бюлетенів — 1,55 %.

## Пам'ятки

### Археологічні
- с. Голубине, урочище Цоклановиця. Стоянка (поселення епохи пізнього палеоліту) — 30-20 тис. років до н. е.
- с. Ганьковиця, урочище Дяків Лаз, будинок лісника. Стоянка (поселення) епохи пізнього палеоліту — 30-20 тис. років до н. е.

### Історичні
- с. Драчино. Пам'ятний знак на захороненні угорського воїна 19 ст.
- с. Драчино. Пам'ятник святим рівноапостолам Кирилу і Мефодію.
- м. Свалява, вул. Верховинська. Військовий цвинтар воїнів першої світової війни 1914—1918 р.р.
- м. Свалява, вул. Верховинська. Пам'ятник та підпорна стіна жалоби жертвам післявоєнних репресій 1944—1945 р.р.
- м. Свалява, вул. Першотравнева. Пам'ятник жертвам антивоєнної демонстрації 3 серпня 1924 року.
- м. Свалява, вул. Головна. Пам'ятник радянським воїнам—визволителям, партизанам та підпільникам, що загинули восени 1944 року на території району.
- м. Свалява, вул. Головна. Пам'ятник видатному українському письменнику І. Франку.
- с. Березники. Пам'ятник воїнам—односельцям, загиблим у роки Великої Вітчизняної війни 1941—1945 р.р.
- с. Керецьки. Пам'ятник воїнам—односельцям, загиблим у роки Великої Вітчизняної війни 1941—1945 р.р.
- с. Дусино. Обеліск на честь загиблих воїнів—односельців на фронтах Великої Вітчизняної війни 1941—1945 р.р.
- с. Дусино. Пам'ятна дошка драматургам і режисерам Е. Шерегію та А. Шерегію.
- с. Стройно. Обеліск на честь загиблих воїнів—односельців на фронтах Великої Вітчизняної війни 1941—1945 р.р.
- с. Стройно. Пам'ятна дошка на могилі перекладача, літературознавця, етнографа, священика Ю. Жатковича (1855—1920 р.р.).
- с. Тибава. Пам'ятник воїнам—односельцям, загиблим у роки Великої Вітчизняної війни 1941—1945 р.р.
- с. Тибава. Пам'ятний камінь історику—славісту Ю. І. Венеліну—Гуці.
- с. Мала Мартинка. Пам'ятна стеля поету, письменнику—антифашисту А. Карабелешу (1906—1964 р.р.).
- с. Неліпино. Пам'ятник односелям—добровольцям Радянської Армії в роки Великої Вітчизняної війни.
- с. Неліпино. Пам'ятна дошка І. І. Добошу — вчителю, шкільному інспектору Свалявського округу (1874—1951 р.р.).
- с. Голубине. Пам'ятник воїнам—односельцям, загиблим у роки Великої Вітчизняної війни 1941—1945 р.р.
- с. Голубине. Пам'ятник на могилі льотчика Г. П. Кузьміна.
- с. Поляна. Пам'ятник—погруддя визначному письменнику, культурно—освітньому діячу О. Духновичу (1803—1865 р.р.).
- с. Плоске. Пам'ятна дошка видатному публіцисту, мовознавцю, фольклористу О. А. Митраку (1837—1913 р.р.).
- с. Плоске. Пам'ятник воїнам—односельцям, загиблим у роки Великої Вітчизняної війни 1941—1945 р.р.
- с. Родниківка. Пам'ятник воїнам—односельцям, загиблим у роки Великої Вітчизняної війни 1941—1945 р.р.
- с. Родниківка. Пам'ятний знак на місці висадки партизанського загону ім. Ватутіна.
- с. Родникова Гута. Пам'ятник односельцям—добровольцям Радянської Армії в роки Великої Вітчизняної війни.
- с. Ганьковиця. Пам'ятник односельцям—добровольцям Радянської Армії в роки Великої Вітчизняної війни.
- с. Сусково. Пам'ятна дошка видатному письменнику, публіцисту І. А. Сільваю (1838—1904 р.р.).

### Меморіальні дошки на будівлі Свалявської міської ради
- Г. І. Жатковичу — президенту директорії Прикарпатської Русі, першому губернатору краю (1920 р.), директору права, журналісту, видавцю (1886—1967 р.р.).
- О. В. Духновичу — педагогу, філософу, поету—драматургу (1803—1865 р.р.).
- Г.Тарковичу — першому єпископові Пряшівської єпархії. (1754—1841 р.р.).
- М.Чайковському — заслуженому лікарю та заслуженому працівнику культури України (1927—1995 р.р.).
- А.Карабелешу — педагогу, філософу, поету—письменнику (1906—1964 р.р.).
- О. А. Митраку — видатному публіцисту, етнографу—мовознавцю, фольклористу, священику, журналісту (1837—1913 р.р.).
- Ю. І. Венеліну—Гуці — видатному історику—славісту (1802—1839 р.р.).
- І.Сільваю — письменнику, священику, просвітителю (1838—1904 р.р.).

### Пам'ятки архітектури
- м. Свалява, вул. Бистрянська. Михайлівська православна церква — пам'ятка дерев'яної культової архітектури XVI — XVIII ст.
- с. Уклин. Дерев'яна каплиця — пам'ятка культової архітектури XIX ст.